# Psychotria pleeana
Psychotria pleeana är en måreväxtart som beskrevs av Ignatz Urban. Psychotria pleeana ingår i släktet Psychotria och familjen måreväxter. Inga underarter finns listade i Catalogue of Life.